# 天主教清邁教區
天主教清邁教區（拉丁語：Dioecesis Chiangmaiensis）是泰國一個羅馬天主教教區，屬曼谷總教區。
1959年11月17日設監牧區，1965年12月18日升為教區。2018年4月25日清萊教區析出。
教區範圍包括泰北地區的五個府：清邁府、南奔府、除敖縣以外的南邦府、帕府和夜豐頌府。2018年有教友50,913人、三十一個堂區、四十七名司鐸。現任教區主教為方濟各·沙勿略·威叻·阿蓬拉達那，榮休主教為若瑟·桑萬·素拉沙朗。